# محمد آل طوق
محمد علي إبراهيم علي آل طوق (13 سبتمبر 1983) لاعب كرة قدم بحريني يلعب حاليا لصالح نادي الدرجة الأولى سترة البحريني في مركز قلب الدفاع من 2010.

## الإنجازات

### الأهلي
- * الدرجة الأولى (1): 2010